# Партия новых реформ
«Партия новых реформ» (кор. 개혁신당) — консервативная политическая партия в Республике Корея, основанная 20 января 2024 года бывшим председателем партии «Силы народа» Ли Джун Соком и его соратниками.

## История
После выдвижения в 2021 году кандидатом в президенты от партии «Сила народа» бывшего генерального прокурора Юн Сок Ёля между ним и лидером «Силы народа» Ли Джун Соком разгорелся конфликт, который для продолжения избирательной кампании было решено поставить на паузу. Однако уже в 2022 году конфликт продолжился и в ходе него Ли Джун Сок был отстранён от руководства партией.
19 ноября 2023 года Ли Джун Сок объявил, что покидает ряды «Силы народа» и займётся формированием новой партии для участия в парламентских выборах 2024 года. 20 января 2024 года состоялся учредительный съезд «Партии новых реформ», которую и возглавил Ли Джун Сок. На съезде было подчеркнуто намерение создать «третью силу» для противостояния двум основным партиям страны — либеральной «Демократической партии» и консервативной «Силе народа». Кроме того, новая партия выразила готовность создавать коалиции.
6 февраля партия члена Национального собрания Ян Хян Джи «Надежда Кореи» объединилась с «Партией новых реформ» в преддверии парламентских выборов. 9 февраля к «Партии новых реформ» присоединились партии «Новый выбор», «Новое будущее», а также фракция бывших демократов «Принцип и здравый смысл» (кор. 원칙과 상식). Сопредседателями новой зонтичной партии, которая сохранила название «Партии новых реформ», стали Ли Джун Сок и Ли Нак Ён. Бывший лидер «Надежды Кореи» Ян Хян Джа возглавила фракцию партии в парламенте, а в Высший совет партии вошли по одному представителю от «Партии новых реформ», «Нового будущего», «Нового выбора», а также «Принципа и здравого смысла».
19 февраля возник конфликт между Ли Нак Ёном и Ли Джун Соком, после того как последний был назначен руководителем предвыборной кампании. Ли Нак Ён и Ким Чен Мин объявили, что возвращаются к формированию партии «Новое будущее».

## Руководство партии

### Список председателей
| №     | Имя         | Фото | В должности    | В должности    | Примечания                                                         |
| №     | Имя         | Фото | Вступление     | Отставка       | Примечания                                                         |
| ----- | ----------- | ---- | -------------- | -------------- | ------------------------------------------------------------------ |
| 1     | Ли Джун Сок |      | 25 января 2024 | 19 мая 2024    | Основатель и первый председатель                                   |
| 2     | Хо Ын А     |      | 19 мая 2024    | 26 января 2025 | Избрана на 1-м национальном съезде                                 |
| и. о. | Чон Ха Рам  |      | 26 января 2025 | 27 июля 2025   | Исполняющий обязанности председателя и лидер парламентской фракции |
| 3     | Ли Джун Сок |      | 27 июля 2025   | в должности    | Избран на 2-м национальном съезде                                  |

## Результаты на выборах

### Президентские выборы
| Выборы | Кандидат    | Голосов   | %    | Результат            |
| ------ | ----------- | --------- | ---- | -------------------- |
| 2025   | Ли Джун Сок | 2 917 523 | 8,34 | Поражение; 3-е место |

### Парламентские выборы
| Выборы | Получено всего мест | По партийным спискам | По партийным спискам | По партийным спискам | По округам | По округам | По округам | Статус    | Лидер кампании |
| Выборы | Получено всего мест | Голосов              | Доля                 | Мест                 | Голосов    | Доля       | Мест       | Статус    | Лидер кампании |
| ------ | ------------------- | -------------------- | -------------------- | -------------------- | ---------- | ---------- | ---------- | --------- | -------------- |
| 2024   | 3 из 300            | 1 025 775            | 3,62%                | 2                    | 195 147    | 0,68%      | 1          | Оппозиция | Ли Джун Сок    |